# 莫尔代勒
莫尔代勒（法語：Mordelles，法語發音：[mɔʁdɛl]）是法国伊勒-维莱讷省的一个市镇，位于该省中西部偏南，属于雷恩区和雷恩都会区，其市镇面积为29.84平方公里，2022年1月1日时人口数量为7831人。
莫尔代勒是雷恩都会区的组成部分，位于雷恩市区西部大约16公里，是雷恩远郊重要的卫星城之一。

## 行政
莫尔代勒的邮政编码为35310，INSEE市镇编码为35196。

## 地理

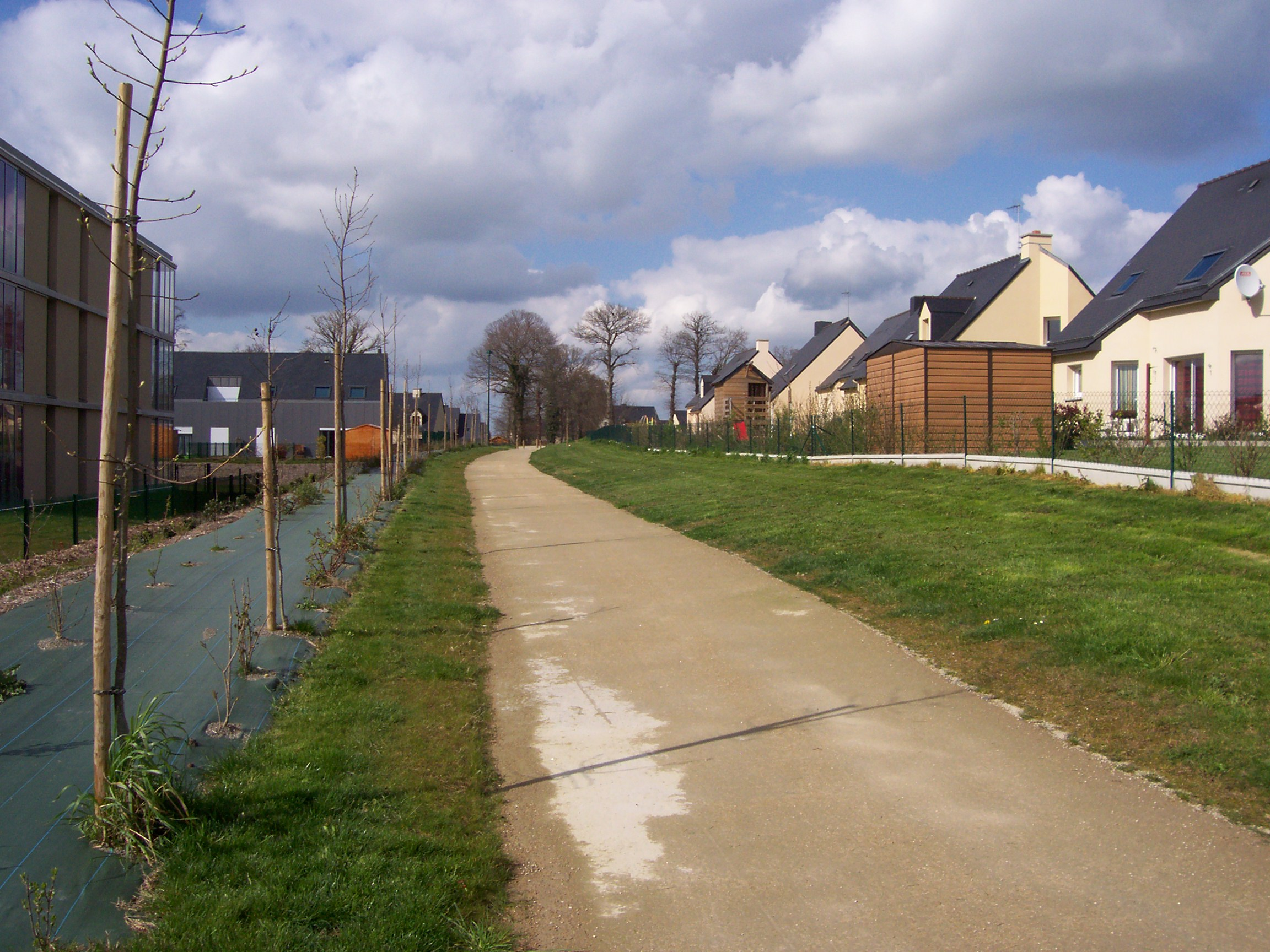
莫尔代勒镇中心的步行道

莫尔代勒（48°4'29"N, 1°50'45"W）位于法国西北部，布列塔尼大区东部和伊勒-维莱讷省中西部偏南，距离省会雷恩大约16公里。
与莫尔代勒接壤的市镇包括：布雷阿勒苏蒙福尔、莱尔米塔日、拉沙佩勒图阿罗、沙瓦涅、桑特雷、戈旺、勒勒、塔朗萨克、勒韦尔热。
莫尔代勒境内地势平坦，海拔在19至51米之间。
默河自西向东流经境内南部，为维莱讷河的一条支流。
按照柯本气候分类法，莫尔代勒属于较为典型的温带海洋性气候，全年温差较小，降水分布均匀。

## 历史
1898至1948年间，伊勒-维莱讷省地方铁路曾经过莫尔代勒。

## 交通
法国国道N24线经过境内并设有一个出入口；伊勒-维莱讷省省道D34线、D224线和D287线经过莫尔代勒境内。雷恩公交55路、76路和快速155线经过莫尔代勒境内并设有站点。

## 政治
现任莫尔代勒市长为蒂耶里·勒比昂先生（Thierry Le Bihan），他是共和国前进！的一名成员。

## 人口
| 年份   | 1936  | 1946  | 1954  | 1962  | 1968  | 1975  | 1982  | 1990  | 1999  | 2006  | 2011  | 2016  | 2018  |
| ------ | ----- | ----- | ----- | ----- | ----- | ----- | ----- | ----- | ----- | ----- | ----- | ----- | ----- |
| 人口數 | 2,158 | 2,189 | 2,117 | 2,268 | 2,921 | 3,869 | 5,149 | 5,362 | 5,901 | 6,628 | 7,230 | 7,321 | 7,356 |

## 景点
莫尔代勒境内有两处法国国家文物保护单位：
- 博蒙城堡（法语：Château de Beaumont (Ille-et-Vilaine)）
- 艾舒瓦城堡（法语：Château de la Haichois）